# داف بولتويس
داف بولتويس (بالهولندية: Dave Bulthuis)‏ (28 يونيو 1990 ببورميراند في هولندا - ) هو لاعب كرة قدم هولندي في مركز الدفاع. لعب مع نادي أوترخت ونادي نورنبرغ و1. FC Nürnberg II ‏.

## وصلات خارجية
- داف بولتويس على موقع دوري كوريا الجنوبية (الإنجليزية)
- داف بولتويس على موقع قاعدة بيانات كرة القدم.إي يو (الإنجليزية)
- داف بولتويس على موقع Soccerway.com (الإنجليزية)
- داف بولتويس على موقع عالم كرة القدم.نت (الإنجليزية)